# Аркадија (архив)
Аркадија је први званични архив посвећен наслеђу и културној историји ЛГБТ+ покрета у Србији. Настао је фебруара 2023. године позивом организацијама и активистима да донирају своју архивску грађу. Име носи по првој ЛГБТ+ организацији у Србији насталој 1991. године. Прву мултимедијалну ретроспективну изложбу под називом „Аркадија - Где смо били”, архив је одржао од 4. до 10. септембра 2023. године у простору „Миљенко Дерета”. Архив је до сада каталогизирао хиљаде архивски очуваних предмета, укључујући исечке из новина, флајере, писма и фотографије, а у плану је пројектни рад на очувању усмене историје кроз интервјуе са активистима, невладиним организацијама и савезницима ЛГБТ+ покрета.